# Graffiante desiderio
Graffiante desiderio è un film del 1993 diretto da Sergio Martino.

## Trama
La vita di due fidanzati viene sconvolta quando Sonia, la giovane e bella cugina di lui, entra nella loro vita e diventa l'amante dell'uomo, il quale, molto attratto da lei, la seguirà in una serie di trasgressioni, fino al momento in cui riesce a scoprire che la ragazza è schizofrenica e nasconde un passato molto inquietante.